# Grévillers
Grévillers és un municipi francès situat al departament del Pas de Calais i a la regió dels Alts de França. L'any 2007 tenia 369 habitants.

## Demografia

### Població
El 2007 la població de fet de Grévillers era de 369 persones. Hi havia 131 famílies de les quals 28 eren unipersonals (16 homes vivint sols i 12 dones vivint soles), 40 parelles sense fills, 51 parelles amb fills i 12 famílies monoparentals amb fills.
La població ha evolucionat segons el següent gràfic:
Habitants censats

### Habitatges
El 2007 hi havia 139 habitatges, 134 eren l'habitatge principal de la família, 1 era una segona residència i 3 estaven desocupats. Tots els 139 habitatges eren cases. Dels 134 habitatges principals, 121 estaven ocupats pels seus propietaris, 11 estaven llogats i ocupats pels llogaters i 3 estaven cedits a títol gratuït; 1 tenia dues cambres, 3 en tenien tres, 28 en tenien quatre i 103 en tenien cinc o més. 119 habitatges disposaven pel capbaix d'una plaça de pàrquing. A 57 habitatges hi havia un automòbil i a 67 n'hi havia dos o més.

### Piràmide de població
La piràmide de població per edats i sexe el 2009 era:
| Homes | Edats   | Dones |
| ----- | ------- | ----- |
| 0     | 95 o +  | 0     |
| 4     | 90 a 94 | 0     |
| 0     | 85 a 89 | 0     |
| 0     | 80 a 84 | 0     |
| 8     | 75 a 79 | 0     |
| 12    | 70 a 74 | 8     |
| 12    | 65 a 69 | 4     |
| 4     | 60 a 64 | 28    |
| 4     | 55 a 59 | 8     |
| 8     | 50 a 54 | 12    |
| 8     | 45 a 49 | 12    |
| 8     | 40 a 44 | 4     |
| 20    | 35 a 39 | 8     |
| 20    | 30 a 34 | 12    |
| 12    | 25 a 29 | 16    |
| 4     | 20 a 24 | 8     |
| 0     | 15 a 19 | 8     |
| 8     | 10 a 14 | 8     |
| 20    | 5 a 9   | 12    |
| 16    | 0 a 4   | 16    |

## Economia
El 2007 la població en edat de treballar era de 224 persones, 179 eren actives i 45 eren inactives. De les 179 persones actives 166 estaven ocupades (94 homes i 72 dones) i 13 estaven aturades (8 homes i 5 dones). De les 45 persones inactives 18 estaven jubilades, 10 estaven estudiant i 17 estaven classificades com a «altres inactius».

### Ingressos
El 2009 a Grévillers hi havia 132 unitats fiscals que integraven 364,5 persones, la mediana anual d'ingressos fiscals per persona era de 17.013 €.

### Activitats econòmiques
Dels 4 establiments que hi havia el 2007, 2 eren d'empreses de construcció, 1 d'una empresa de comerç i reparació d'automòbils i 1 d'una empresa immobiliària.
Dels 2 establiments de servei als particulars que hi havia el 2009, 1 era un paleta i 1 electricista.
L'any 2000 a Grévillers hi havia 11 explotacions agrícoles.

## Equipaments sanitaris i escolars
El 2009 hi havia una escola elemental integrada dins d'un grup escolar amb les comunes properes formant una escola dispersa.

## Poblacions més properes
El següent diagrama mostra les poblacions més properes.